# Łoniów
Łoniów è un comune rurale polacco del distretto di Sandomierz, nel voivodato della Santacroce.
Ricopre una superficie di 86,99 km² e nel 2004 contava 7 480 abitanti.